# Stadium Lille Métropole
Das Stadium Lille Métropole ist ein Stadion in Villeneuve-d’Ascq in der Metropolregion Lille, Frankreich. Gelegen im 5 Hektar großen Sportkomplex Olympique de Lille Est mit drei Rasen- und einem Kunstrasenplatz, einem Fitnessstudio und einem Teil der Jugendabteilung des OSC Lille.

## Geschichte

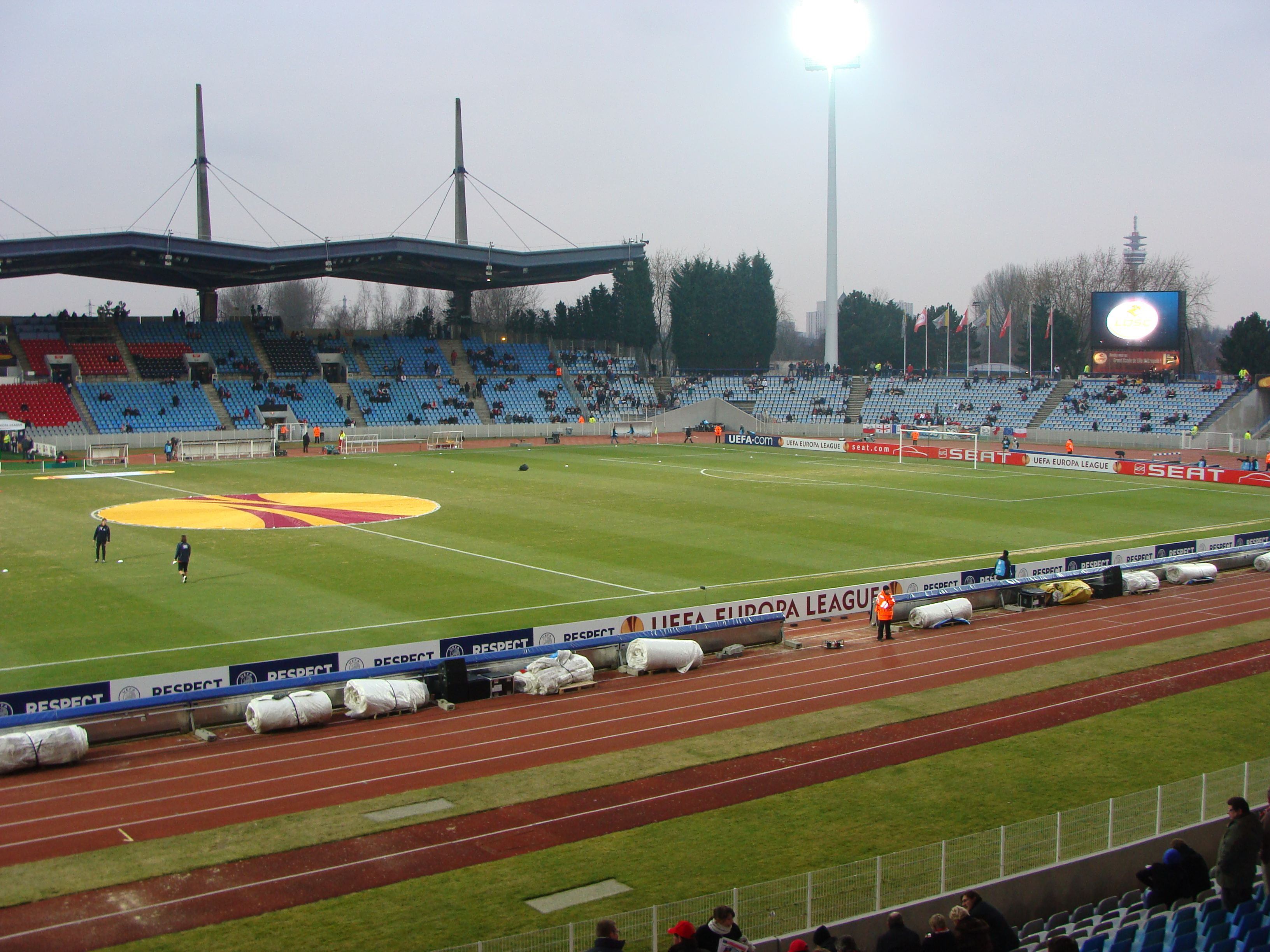
Das Stadion vor dem Achtelfinale der UEFA Europa League OSC Lille gegen den FC Liverpool im März 2010

Es wurde ursprünglich als Leichtathletik-Stadion konzipiert und 1976 eröffnet. Zu dieser Zeit bot die Anlage Platz für 35.000 Zuschauer. Der Architekt Roger Taillibert, der auch die Olympia-Anlagen von Montreal und das Pariser Prinzenparkstadion plante, entwarf die Sportanlage. Heute besitzt das Stadion 17.754 Plätze. Bei der Rugby-Union-Weltmeisterschaft 1991 fand hier das Vorrundenspiel zwischen Kanada und Neuseeland statt (13:29).
Nach der Eröffnung gab es in den 1980er und 1990er Jahren nur kleinere Arbeiten am Stadion. Im Jahr 2004 wurde der Spielort renoviert und hatte nun 21.650 Zuschauerplätze. 2006 änderte man den Namen von Stadium Nord de Villeneuve d’Ascq in den bis 2012 gültigen Namen Stadium Nord Lille Métropole. Der Zusatz Nord wurde aus dem Namen gestrichen, sodass es jetzt nur noch Stadium Lille Métropole heißt. 2007 wurden zwei große Videoleinwände installiert.
Die Arena war von 1997 bis 2005 Heimstätte der ES Wasquehal sowie von 2004 bis 2012 des OSC Lille, da Lilles vorheriges Heimstadion (Stade Grimonprez-Jooris) veraltet war.  Es gab Pläne, das Grimonprez-Jooris zu renovieren. Im Januar 2007 beschloss man aber nach einem Rechtsstreit um die Baugenehmigung, das Stadion abzureißen. Es wurde ein komplett neues Stadion mit dem Namen Grand Stade Lille Métropole (ab Mitte 2013: Stade Pierre-Mauroy) und rund 50.000 Plätzen gebaut, das im August 2012 eröffnet wurde.